# Dysauxes hyalina
Dysauxes hyalina är en fjärilsart som beskrevs av Frr. Dysauxes hyalina ingår i släktet Dysauxes och familjen björnspinnare. Inga underarter finns listade i Catalogue of Life.